# Fases preliminares da Copa Libertadores da América de 2021
As fases preliminares da Copa Libertadores da América de 2021 foram disputadas no primeiro trimestre do respectivo ano. Consiste-se em três fases eliminatórias, onde ao final da terceira os vencedores classificam-se para a fase de grupos.
As equipes se enfrentaram em jogos eliminatórios de ida e volta, classificando-se a que somasse o maior número de pontos. Em caso de igualdade em pontos, a regra do gol marcado como visitante seria utilizada para o desempate. Persistindo o empate, a vaga seria definida em disputa por pênaltis.

## Primeira fase
A primeira fase foi disputada por seis equipes provenientes de Bolívia, Equador, Paraguai, Peru, Uruguai e Venezuela. Os confrontos desta fase foram definidos através de sorteio.
| Chave | Equipe 1                  | Total | Equipe 2             | Ida | Volta |
| ----- | ------------------------- | ----- | -------------------- | --- | ----- |
| E1    | Liverpool                 | 2–4   | Universidad Católica | 2–1 | 0–3   |
| E2    | Universidad César Vallejo | 0–2   | Caracas              | 0–0 | 0–2   |
| E3    | Royal Pari                | 2–5   | Guaraní              | 1–4 | 1–1   |

Todas as partidas estão em horário local.

### Chave E1
| 23 de fevereiro | Liverpool                 | 2 − 1     | Universidad Católica | Estádio Alfredo Víctor Viera, Montevidéu |
| 21:30 (UTC−3)   | Dávila 68' · Correa 90+1' | Relatório | Tévez 27'            | Árbitro: ARG Nicolás Lamolina            |

| 2 de março    | Universidad Católica                      | 3 − 0     | Liverpool | Estádio Olímpico Atahualpa, Quito |
| 19:30 (UTC−5) | Tévez 37' · Chalá 44' · De los Santos 74' | Relatório |           | Árbitro: VEN Alexis Herrera       |

Universidad Católica venceu por 4–2 no placar agregado.

### Chave E2
| 24 de fevereiro | Universidad César Vallejo | 0 − 0     | Caracas | Estádio Monumental, Lima |
| 17:15 (UTC−5)   |                           | Relatório |         | Árbitro: ECU Marlon Vera |

| 3 de março    | Caracas                            | 2 − 0     | Universidad César Vallejo | Estádio Olímpico da UCV, Caracas |
| 18:15 (UTC−4) | Echeverría 20' (pen) · Celis 90+5' | Relatório |                           | Árbitro: BOL Gery Vargas         |

Caracas venceu por 2–0 no placar agregado.

### Chave E3
| 24 de fevereiro | Royal Pari   | 1 − 4     | Guaraní                                          | Estádio Ramón Tahuichi Aguilera, Santa Cruz |
| 20:30 (UTC−4)   | Castillo 72' | Relatório | Marín 3', 45' · Florentín 19' · F. Fernández 74' | Árbitro: PER Kevin Ortega                   |

| 3 de março    | Guaraní     | 1 − 1     | Royal Pari           | Estádio Luis Alfonso Giagni, Villa Elisa |
| 21:30 (UTC−3) | Benítez 58' | Relatório | Florentín 74' (g.c.) | Árbitro: BRA Rafael Traci                |

Guaraní venceu por 5–2 no placar agregado.

## Segunda fase
A segunda fase foi disputada por 16 equipes, sendo 13 delas provenientes de todas as dez associações sul-americanas, mais os três vencedores da fase anterior. Os confrontos desta fase foram definidos através de sorteio.
| Chave | Equipe 1             | Total | Equipe 2                | Ida | Volta |
| ----- | -------------------- | ----- | ----------------------- | --- | ----- |
| C1    | Universidad Católica | 2–3   | Libertad                | 0–1 | 2–2   |
| C2    | Grêmio               | 8–2   | Ayacucho                | 6–1 | 2–1   |
| C3    | Montevideo Wanderers | 1–5   | Bolívar                 | 1–0 | 0–5   |
| C4    | Universidad de Chile | 1–3   | San Lorenzo             | 1–1 | 0–2   |
| C5    | Santos               | 3–2   | Deportivo Lara          | 2–1 | 1–1   |
| C6    | Caracas              | 2–5   | Junior de Barranquilla  | 1–2 | 1–3   |
| C7    | Unión Española       | 3–6   | Independiente del Valle | 1–0 | 2–6   |
| C8    | Guaraní              | 0–5   | Atlético Nacional       | 0–2 | 0–3   |

Todas as partidas estão em horário local.

### Chave C1
| 10 de março   | Universidad Católica | 0 − 1     | Libertad    | Estádio Olímpico Atahualpa, Quito |
| 17:15 (UTC−5) |                      | Relatório | Bogarín 38' | Árbitro: BRA Bruno Arleu          |

| 17 de março   | Libertad          | 2 − 2     | Universidad Católica        | Estádio Defensores del Chaco, Assunção |
| 19:15 (UTC−3) | Ferreira 32', 64' | Relatório | Chalá 61' · Tévez 82' (pen) | Árbitro: ARG Fernando Rapallini        |

Libertad venceu por 3–2 no placar agregado.

### Chave C2
| 10 de março   | Grêmio                                                                                    | 6 − 1     | Ayacucho  | Arena do Grêmio, Porto Alegre |
| 21:30 (UTC−3) | David Braz 4' · Ferreirinha 28' · Diego Souza 33' (pen), 41', 86' · Guilherme Azevedo 79' | Relatório | Quina 73' | Árbitro: ECU Augusto Aragón   |

| 16 de março   | Ayacucho | 1 − 2     | Grêmio                           | Estádio Olímpico Atahualpa, Quito[a] |
| 19:30 (UTC−5) | Sosa 40' | Relatório | Ferreirinha 41' · Ricardinho 87' | Árbitro: URU Esteban Ostojich        |

Grêmio venceu por 8–2 no placar agregado.

### Chave C3
| 9 de março    | Montevideo Wanderers | 1 − 0     | Bolívar | Estádio Alfredo Víctor Viera, Montevidéu |
| 19:15 (UTC−3) | Rolón 55'            | Relatório |         | Árbitro: CHI Cristian Garay              |

| 16 de março   | Bolívar                                                          | 5 − 0     | Montevideo Wanderers | Estádio Hernando Siles, La Paz  |
| 18:15 (UTC−4) | Ramos 4', 52' · Miranda 40' · Macaluso 57' (g.c.) · Ábrego 90+4' | Relatório |                      | Árbitro: ECU Guillermo Guerrero |

Bolívar venceu por 5–1 no placar agregado.

### Chave C4
| 10 de março   | Universidad de Chile | 1 − 1     | San Lorenzo  | Estádio Nacional, Santiago |
| 21:30 (UTC−3) | Henríquez 76'        | Relatório | Di Santo 78' | Árbitro: BRA Raphael Claus |

| 17 de março   | San Lorenzo                  | 2 − 0     | Universidad de Chile | Estádio Nuevo Gasómetro, Buenos Aires |
| 21:30 (UTC−3) | Di Santo 13' · Á. Romero 59' | Relatório |                      | Árbitro: URU Leodán González          |

San Lorenzo venceu por 3–1 no placar agregado.

### Chave C5
| 9 de março    | Santos                            | 2 − 1     | Deportivo Lara | Estádio Vila Belmiro, Santos |
| 19:15 (UTC−3) | Vinícius Balieiro 50' · Kaiky 69' | Relatório | Anzola 52'     | Árbitro: URU Andrés Matonte  |

| 16 de março   | Deportivo Lara | 1 − 1     | Santos      | Estádio Olímpico da UCV, Caracas |
| 18:15 (UTC−4) | Anzola 62'     | Relatório | Soteldo 37' | Árbitro: PER Víctor Carrillo     |

Santos venceu por 3–2 no placar agregado.

### Chave C6
| 10 de março   | Caracas       | 1 − 2     | Junior de Barranquilla  | Estádio Olímpico da UCV, Caracas |
| 20:30 (UTC−4) | Akinyoola 35' | Relatório | Borja 69' · Ditta 90+1' | Árbitro: CHI Roberto Tobar       |

| 17 de março   | Junior de Barranquilla                  | 3 − 1     | Caracas             | Estádio Metropolitano, Barranquilla |
| 19:30 (UTC−5) | Borja 41' · Gutiérrez 75' · Pajoy 90+1' | Relatório | Akinyoola 86' (pen) | Árbitro: ARG Mauro Vigliano         |

Junior Barranquilla venceu por 5–2 no placar agregado.

### Chave C7
| 9 de março    | Unión Española     | 1 − 0     | Independiente del Valle | Estádio Santa Laura, Santiago |
| 21:30 (UTC−3) | Caicedo 56' (g.c.) | Relatório |                         | Árbitro: BRA Wilton Sampaio   |

| 16 de março   | Independiente del Valle                                         | 6 − 2     | Unión Española         | Estádio Casa Blanca, Quito |
| 19:30 (UTC−5) | Vite 3' · Montenegro 15', 39', 90+9' · Faravelli 30' (pen), 57' | Relatório | Méndez 56' · Rubio 61' | Árbitro: COL Wilmar Roldán |

Independiente del Valle venceu por 6–3 no placar agregado.

### Chave C8
| 11 de março   | Guaraní | 0 − 2     | Atlético Nacional          | Estádio Defensores del Chaco, Assunção |
| 21:30 (UTC−3) |         | Relatório | Barrera 22' · Rovira 90+8' | Árbitro: VEN Jesús Valenzuela          |

| 18 de março   | Atlético Nacional              | 3 − 0     | Guaraní | Estádio Atanasio Girardot, Medellín |
| 19:30 (UTC−5) | Andrade 24', 52' · Barrera 39' | Relatório |         | Árbitro: ARG Néstor Pitana          |

Atlético Nacional venceu por 5–0 no placar agregado.

## Terceira fase
A terceira fase foi disputada pelas oito equipes vencedoras da fase anterior. Os cruzamentos foram predeterminados, sendo que a equipe de melhor ranking realizou o jogo de volta em casa. Os vencedores da cada confronto se classificaram à fase de grupos.
| Chave | Equipe 1                | Total | Equipe 2               | Ida | Volta |
| ----- | ----------------------- | ----- | ---------------------- | --- | ----- |
| G1    | Libertad                | 2–4   | Atlético Nacional      | 1–0 | 1–4   |
| G2    | Independiente del Valle | 4–2   | Grêmio                 | 2–1 | 2–1   |
| G3    | Bolívar                 | 2–4   | Junior de Barranquilla | 2–1 | 0–3   |
| G4    | San Lorenzo             | 3–5   | Santos                 | 1–3 | 2–2   |

Todas as partidas estão em horário local.

### Chave G1
| 7 de abril    | Libertad | 1 − 0     | Atlético Nacional | Estádio Defensores del Chaco, Assunção |
| 20:30 (UTC−4) | Báez 78' | Relatório |                   | Árbitro: ARG Facundo Tello             |

| 14 de abril   | Atlético Nacional                                 | 4 − 1     | Libertad  | Estádio Atanasio Girardot, Medellín |
| 19:30 (UTC−5) | Barrera 16' · Perlaza 51' · Álvez 58' · Duque 74' | Relatório | Enciso 2' | Árbitro: CHI Roberto Tobar          |

Atlético Nacional venceu por 4–2 no placar agregado.

### Chave G2
| 9 de abril[b] | Independiente del Valle  | 2 − 1     | Grêmio         | Estádio Defensores del Chaco, Assunção[b] |
| 18:15 (UTC−4) | Faravelli 53', 61' (pen) | Relatório | Diego Souza 9' | Árbitro: ARG Néstor Pitana                |

| 14 de abril   | Grêmio          | 1 − 2     | Independiente del Valle | Arena do Grêmio, Porto Alegre |
| 19:15 (UTC−3) | Jean Pyerre 22' | Relatório | Ortiz 45+3', 66'        | Árbitro: ARG Patricio Loustau |

Independiente del Valle venceu por 4–2 no placar agregado.

### Chave G3
| 8 de abril    | Bolívar                 | 2 − 1     | Junior de Barranquilla | Estádio Hernando Siles, La Paz |
| 20:30 (UTC−4) | Ramos 4' · Bejarano 48' | Relatório | Mera 10'               | Árbitro: BRA Wilton Sampaio    |

| 15 de abril   | Junior de Barranquilla                   | 3 − 0     | Bolívar | Estádio Metropolitano, Barranquilla |
| 19:30 (UTC−5) | Borja 12' · Pajoy 81' · Hinestroza 90+6' | Relatório |         | Árbitro: PAR Éber Aquino            |

Junior Barranquilla venceu por 4–2 no placar agregado.

### Chave G4
| 6 de abril    | San Lorenzo   | 1 − 3     | Santos                                              | Estádio Nuevo Gasómetro, Buenos Aires |
| 21:30 (UTC−3) | Á. Romero 72' | Relatório | Lucas Braga 7' · Marinho 45+1' (pen) · Ângelo 90+4' | Árbitro: COL Wilmar Roldán            |

| 13 de abril   | Santos                         | 2 − 2     | San Lorenzo                  | Estádio Mané Garrincha, Brasília |
| 21:30 (UTC−3) | Marcos Leonardo 22' · Pará 57' | Relatório | Di Santo 59' · Á. Romero 78' | Árbitro: URU Esteban Ostojich    |

Santos venceu por 5–3 no placar agregado.